# Amizour (distrito)
Amizour é um distrito localizado na província de Bugia, Argélia, e cuja capital é a cidade de mesmo nome, Amizour. Em 2008, a população total do distrito era de 74 455 habitantes.[carece de fontes?]

## Municípios
O distrito está dividido em quatro comunas:
- Amizour
- Aït Djellil
- Semaoun
- Ferraoun